# フェルナンド・ダ・ピエダデ・ディアス・ドス・サントス

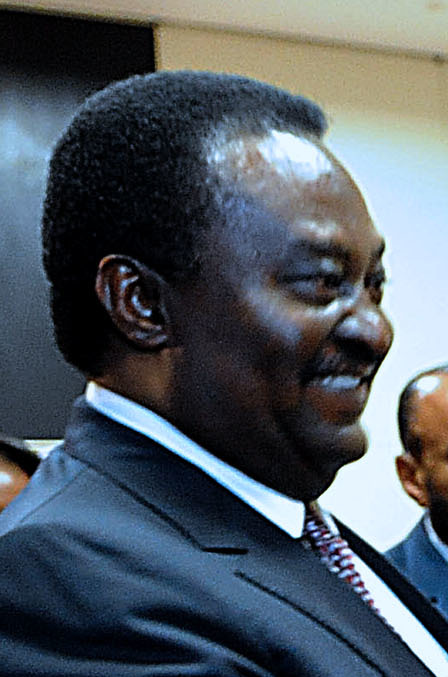
フェルナンド・ダ・ピエダデ・ディアス・ドス・サントス (2012)

フェルナンド・ダ・ピエダデ・ディアス・ドス・サントス（ポルトガル語: Fernando da Piedade Dias dos Santos、1951年3月5日 - ）は、アンゴラの政治家。2002年から2008年まで同国首相、2010年から2012年まで同国副大統領を務めた。ナンド Nandóの通称で知られる。首都ルアンダ出身。
法律を学んだ後、1971年アンゴラ解放人民運動（MPLA）に参加する。1975年アンゴラ独立後は、1978年からアンゴラ人民警察軍に入りキャリアを重ねていった。1981年内務省入省。1984年内務次官に就任する。1985年、アンゴラ解放人民運動・労働党（MPLA-PT）党評議会議員に選出され、同時にアンゴラ軍大佐、アンゴラ人民議会議員となる。内相を経て、2002年から2008年まで首相。 